# Husøyholmen
Husøyholmen est une île norvégienne du comté de Hordaland appartenant administrativement à Stord.

## Description
Rocheuse et désertique, au nord de Husøy, à fleur d'eau, elle s'étend sur environ 64 m de longueur pour une largeur approximative de 51 m.